# Meyami (Verwaltungsbezirk)
Meyami (persisch شهرستان میامی) ist ein Schahrestan in der Provinz Semnan im Iran. Er enthält die Stadt Meyami, welche die Hauptstadt des Verwaltungsbezirks ist.

## Demografie
Bei der Volkszählung 2016 betrug die Einwohnerzahl des Schahrestan 38.718. Die Alphabetisierung lag bei 83 Prozent der Bevölkerung. Knapp 12 Prozent der Bevölkerung lebten in urbanen Regionen.
| Zensusjahr | Einwohnerzahl |
| ---------- | ------------- |
| 2011       | 37.258        |
| 2016       | 38.718        |